# 池原ダム

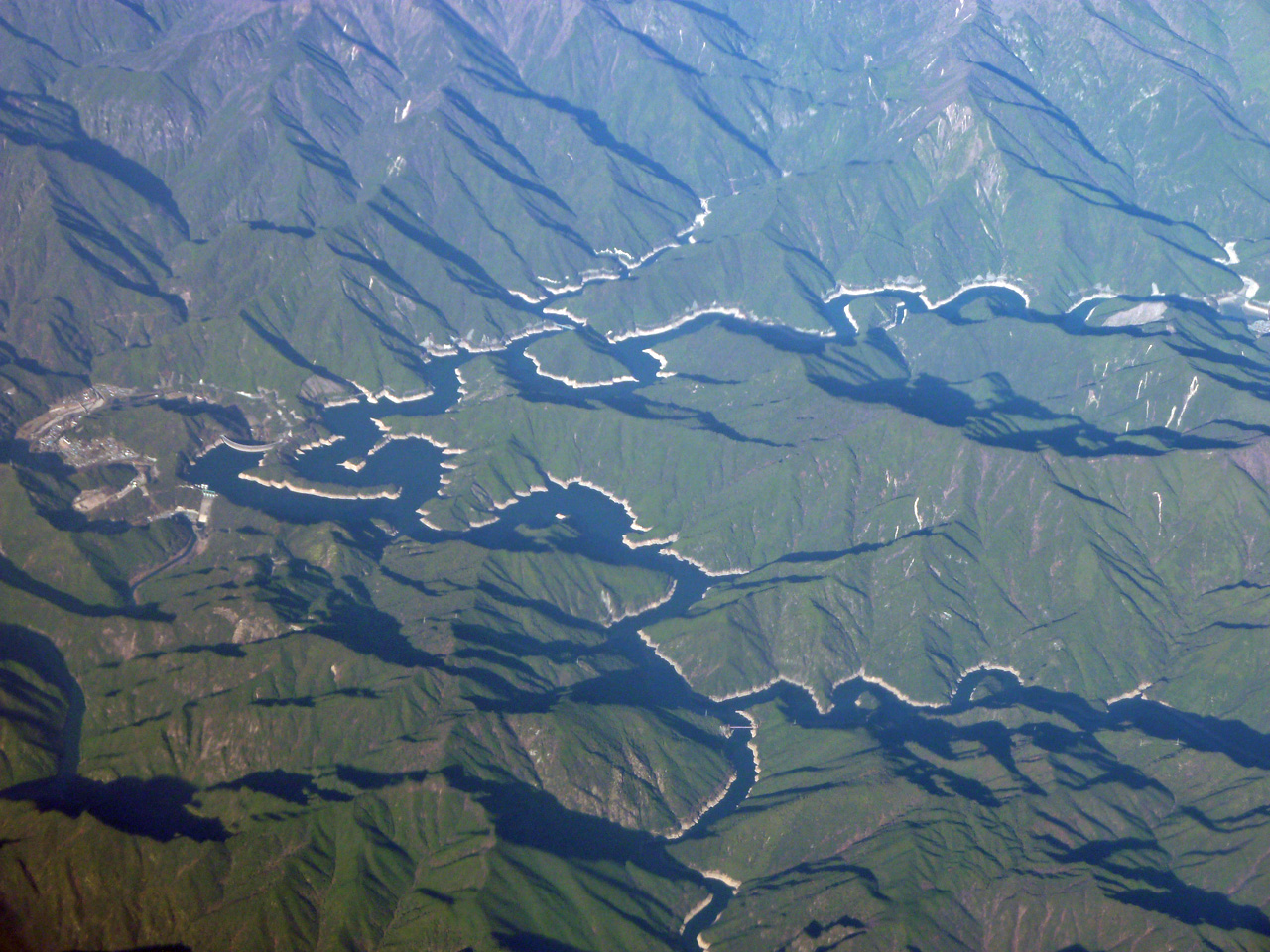
池原貯水池

池原ダム（いけはらダム）は、奈良県吉野郡下北山村に位置する、一級河川・熊野川（新宮川）水系北山川に建設されたダムである。
電源開発（J-POWER）が管理する発電用ダムで、高さ110.0メートルのアーチ式コンクリートダム。アーチダムとしては国内最大の総貯水容量と湛水（たんすい）面積を誇り、日本における大規模なダムの一つである。下流にある七色ダムとの間で揚水発電を行い、最大35万キロワットの電力を生み出す。ダムによって形成される人造湖は池原貯水池（いけはらちょすいち）または池原湖（いけはらこ）と呼ばれ、ブラックバス釣りの名所としても知られる。吉野熊野国立公園に含まれ、2005年（平成17年）にはダム湖百選にも選ばれている。

## 沿革

### 熊野川総合開発計画
熊野川は紀伊半島では紀の川に並ぶ大河川である。その流域面積の大半は紀伊山地内であり、かつ大台ヶ原を始めとして年間総降水量が平均で3,000ミリメートル、多いときには5,000ミリメートルにも達する日本屈指の多雨地帯である。これに加え瀞峡など険阻な峡谷が形成されている。こうしたことから水量が極めて多い急流河川であり、水力発電には最適な河川であった。だが険しい山と谷によって交通の便が極めて悪く、開発の手がなかなか伸びない河川でもあった。
熊野川水系における河川開発計画は、1937年（昭和12年）に当時河川行政を管轄していた内務省が全国64河川を対象に河水統制事業の調査河川の一つに選ばれたことより始まる。東京帝国大学教授・内務省土木試験所長であった物部長穂が提唱した「治水と利水を統合した、水系一貫の河川開発」、すなわち河川総合開発事業が国策として推進されたことによるものである。熊野川は内務省大阪土木出張所が調査を行う河川として予備調査が開始されたが、その後の太平洋戦争によって調査は進捗しなかった。
戦後壊滅に陥った日本経済の回復と、治水事業放置による水害の頻発に頭を悩ませていた経済安定本部は中断していた河川総合開発事業の再開を図り、1947年（昭和22年）に24河川を対象とした調査が行われた。この際熊野川は建設省と農林省が共同で調査を開始した。農林省については熊野川本流上流部を紀の川と連絡水路でつなぎ熊野川の水を紀の川へ分流させる計画を立て、建設省はアメリカのTVA（テネシー川流域開発公社）方式である多数の多目的ダムを熊野川本流および北山川に建設し、治水と灌漑、水力発電を行おうとした。
この「熊野川総合開発計画」は熊野川本流に三箇所、北山川流域に五箇所の多目的ダムを建設する壮大なものであった。この内北山川には上流より前鬼口ダム、北山ダム、大沼ダム、小松ダムの四ダムが計画され、北山川支流の東ノ川に大瀬ダムが計画された。この中で最上流部に計画されていた前鬼口ダム（ぜんきぐちダム）が池原ダムの原点である。規模は高さ95.0メートル、総貯水容量2,950万トンの重力式コンクリートダムであった。調査は1949年（昭和24年）に本格化したが、予測された総事業費約450億円（当時）に対して完成後の治水、かんがい効果がわずかであることが判明。費用対効果のバランスが著しく欠けることで「熊野川総合開発計画」は1953年（昭和28年）をもって中止され、上記のダム計画も全て中止された。

### 熊野川開発全体計画
こうして建設省による「熊野川総合開発計画」は頓挫したわけであるが、先に述べたとおり水力発電として開発するには極めて魅力的な河川でもあり、1950年（昭和25年）に熊野川水系は国土総合開発法に基づき吉野熊野特定地域総合開発計画の対象区域となり、開発の機運はさらに高まった。1952年（昭和27年）には電源開発促進法の成立により公営企業である電源開発が誕生したが、電源開発は建設省が計画を中止した後も水力発電単独で調査を進めた。
調査終了後1954年（昭和29年）7月に第15回電源開発調査審議会が開かれ、席上10地点の水力発電所からなる「熊野川開発全体計画」が策定された。この計画では建設省が中止したダム計画八箇所のうち六箇所を引き継ぎ熊野川本流筋に風屋ダムと二津野ダム、北山川筋に池原（旧・前鬼口）、七色（旧・北山）、奥瀞（旧・大沼）、大瀬の四ダムを建設。さらに大瀬ダムから流域変更を行って三重県尾鷲市を流れる銚子川の支流・又口川を経て熊野灘へ導水、この間に二箇所の発電所を建設。熊野川本流に建設省が施工を進めていた猿谷ダムでは紀の川分水を利用して二箇所の発電所を建設するという壮大な計画であった。
この内熊野川本流筋の風屋・二津野ダム、及び紀の川分水に絡む西吉野第一・第二発電所、そして尾鷲分水に絡む東ノ川の大瀬ダムがまず着手され、続いて北山川筋の池原・七色・奥瀞三ダムからなる水力発電所群が着手されたのである。池原ダムはこれら「熊野川開発全体計画」における最大、中核の施設として計画された。

## 補償
池原ダムは当初1万2,000キロワットの発電を行う計画であったが、1959年（昭和34年）には14万キロワット、1964年（昭和39年）には一般水力発電から揚水発電に変更の上で出力を35万キロワットへと大幅に上方修正した。しかし当時の電源開発は天竜川（佐久間ダム）、只見川（奥只見ダム・田子倉ダム）、庄川（御母衣ダム）の三大事業を進めている最中で、事業費の根幹を占める政府から拠出される財政投融資もこの三事業に費やしていたこともあって北山川に関しては資金難が続き、なかなか着工に漕ぎ着けなかった。これに加え水没する下北山村・上北山村住民の反対運動や吉野熊野国立公園の自然が大幅に改変されることによる厚生省の猛反発が、着工を大幅に遅延させる要因となっていた。
ダム地点は北山川が大きく蛇行する峡谷であったが、それに沿うように白川本在地区など九つの集落が林業を生業として生活していた。ところが再三の計画変更で規模が大きくなった池原ダムでは、これら九集落・529戸の世帯が水没対象となった。これは多摩川の小河内ダム（東京都）における945世帯、和賀川の湯田ダム（岩手県）における620世帯に次ぐ規模の水没戸数であり、かついかだによる流木で新宮市へ木材を運搬していたためダム建設による流筏の途絶に伴う林業への打撃もあって、住民は計画発表から直ちにダム建設に絶対反対の姿勢を取った。計画発表から補償交渉は難航したが、1960年（昭和35年）11月に大きな進展があった。それは代替地造成によるコミュニティの維持という現物支給による補償方式である。この方式は既に中部電力が静岡市の井川ダム（大井川）で実施して成功しており、電源開発も静岡県の秋葉ダム（天竜川）や風屋ダムで実施していた。池原ダムでは上北山村白川、川合など四箇所に代替地を造成する方向性で補償交渉を進めた。ところが代替地の造成に関する具体策や流筏に替わる代替道路などの整備について再び交渉が暗礁に乗り上げた。
1961年（昭和36年）に公共補償については「電源開発が地域開発に全面的に協力する」ことを条件として妥結、国道169号の付け替えやそれに連絡する代替道路の敷設が本格化した。そして最後まで難航した住民との補償交渉については奈良県、奈良県議会、下北山村当局の協力を受けて補償交渉が妥結。代替地が造成され64戸が移住することになった。こうして足掛け10年にわたる補償交渉は1964年に終了した。この「代替地方式」による補償はその後高知県の魚梁瀬ダム（奈半利川）や石川県の手取川ダム（手取川）でも行われている。なお、池原ダム建設によって直上流に建設されていた摺子ダム（発電用小堰堤）が水没している。

### 厚生省の反発

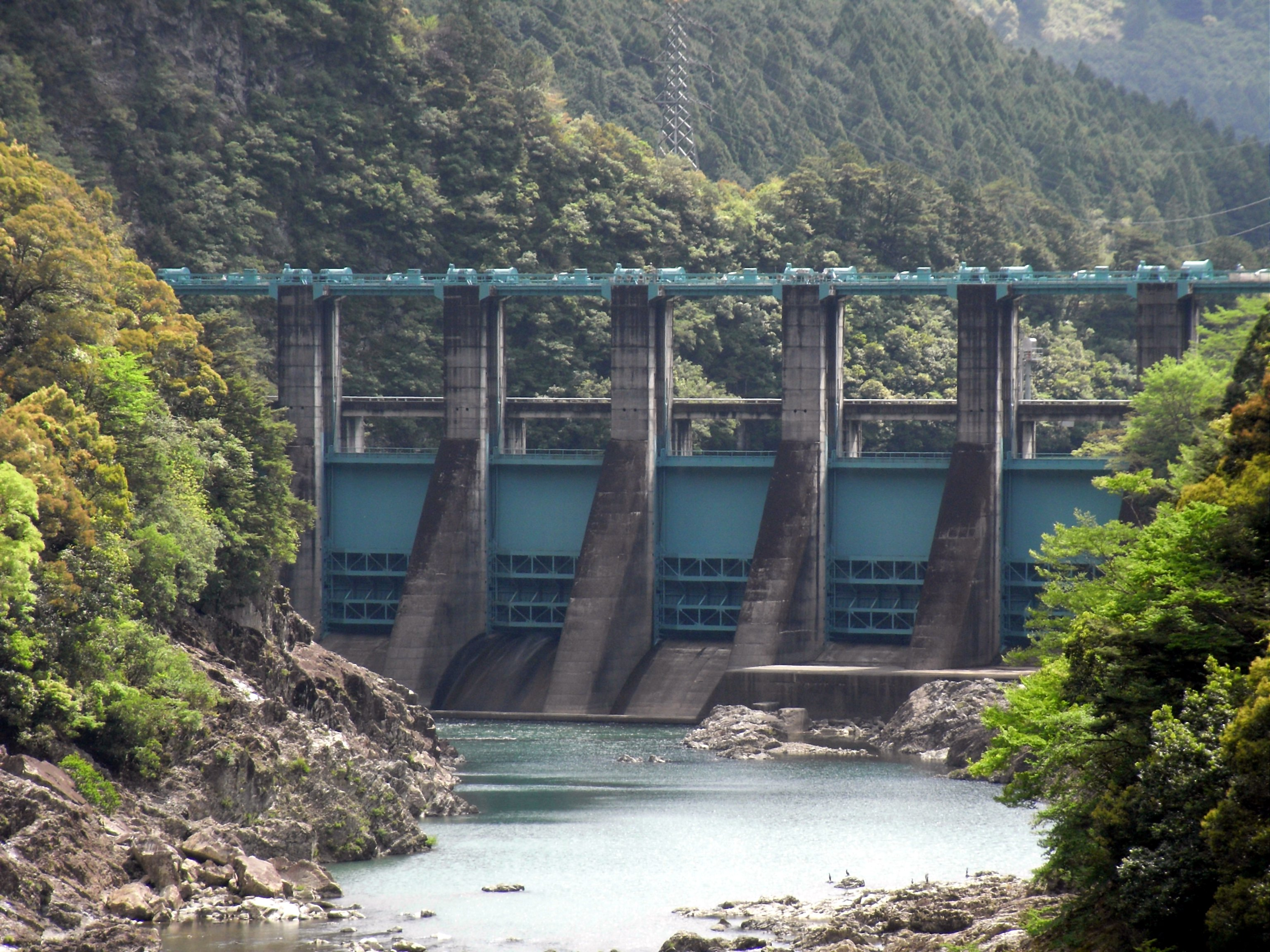
当時「奥瀞ダム」として計画された北山川最下流部の小森ダム。景観保護のため河川維持放流を実施している。

池原ダムについては、補償交渉と同時に厚生省によるダム建設反対表明が事業遅延の要因として大きかった。
北山川の開発を行う上で池原・七色・奥瀞の三ダムは不可分の事業であった。特に七色ダムは池原ダムの揚水発電における下部調整池（下池）として重要であり、これが完成しないことには十全の水力発電能力は発揮できなかった。しかし北山川流域はほぼ全域が吉野熊野国立公園の指定区域であり、七色ダム地点には名瀑・七色の滝が、奥瀞ダム地点には吉野熊野国立公園の主要な観光地でもある瀞峡・瀞八丁があった。当初の計画通りにダムが完成すれば、これらは水没する。これに対して国立公園を管轄する厚生省、およびその諮問機関である自然公園審議会はこの計画に対して猛反対を唱えた。その最大の理由は自然保護であった。
厚生省は既に尾瀬原ダム計画（只見川）においてダム計画に絶対反対の姿勢を取っていたが、このときすでに黒部峡谷と熊野川における開発にも反対の姿勢を明確にしていた。国立公園内に自然改変を伴う工作物を建設する際には監督官庁である厚生省の許可がなければ、いかに重要な国土開発といえども着手できない。ダム地点はいずれも国立公園特別地域内であったことから厚生省への許可を求めたが、厚生省の諮問機関でこれら申請を検討する自然公園審議会は特に七色と奥瀞地点の着工は断じて許諾できないとしたのである。その理由としては以下のものがあった。
1. 日本一の蛇行性峡谷である北山川は残された数少ない国家的な観光資源である。特に七色の滝から瀞八丁は絶景である。
2. 七色ダムは池原ダムとの揚水発電に不可分な関係としても、七色の滝を水没させる。奥瀞ダムに至っては瀞峡を水没させる上に池原との不可分性を見出せない。
3. 火力発電が電力の主力となっている「火主水従」時代において、大規模水力発電の将来性があるか疑問である。またダムの寿命が短いのに比べ、北山川の観光資源は永久である。
4. ピーク時の電力供給確保が重要ならば、将来性のある原子力発電などの選択肢があるのではないか。

こう述べて、池原ダムは現地点の建設を容認するが、七色と奥瀞のダム地点を環境に影響が及ばない地点に移動させない限り建設は認めないと勧告した。この勧告に従うと最大出力や年間発生電力量が大幅に減少し、結果として費用対効果に見合う開発にならず計画自体の経済性が喪失する。ともすれば建設省が断念した「熊野川総合開発計画」の二の舞になりかねなかった。電力を融通される予定であった中部電力と関西電力、及び地域開発や固定資産税など財政上の恩恵がある奈良県、三重県、和歌山県など流域自治体は当初計画での早期完成を望んでおり、電源開発は審議会の勧告には簡単に従えなかった。とはいえ池原ダム早期着工の観点、観光資源保護の観点で計画を変更する必要性はあり、計画変更の影響を最小限に抑えながら審議会の許可を取れるように、双方の整合性を取った計画修正を行った。
すなわち七色ダムを当初予定地から上流に移して七色の滝の水没を回避させ、奥瀞ダムについては当初地点より約11キロメートルに移した上で発電能力も4万キロワット削減させた。これが小森ダム（高さ34.0メートル、重力式）である。そして小森ダムには瀞峡の景観保持という観点から河川維持放流を常時行うこととした。当時全国の発電用ダムが余すことなく河水を利用し、各地の河川で流水が枯渇する中で異例の措置であった。こうした措置は1997年（平成9年）河川法改正による河川維持放流の義務化による河川環境維持対策の先鞭ともいえる。
こうした対策を審議会に提示し、数回にわたる折衝を経て厚生省から施工の許可が下り、池原ダムは本格的なダム本体の工事に入った。

## 目的

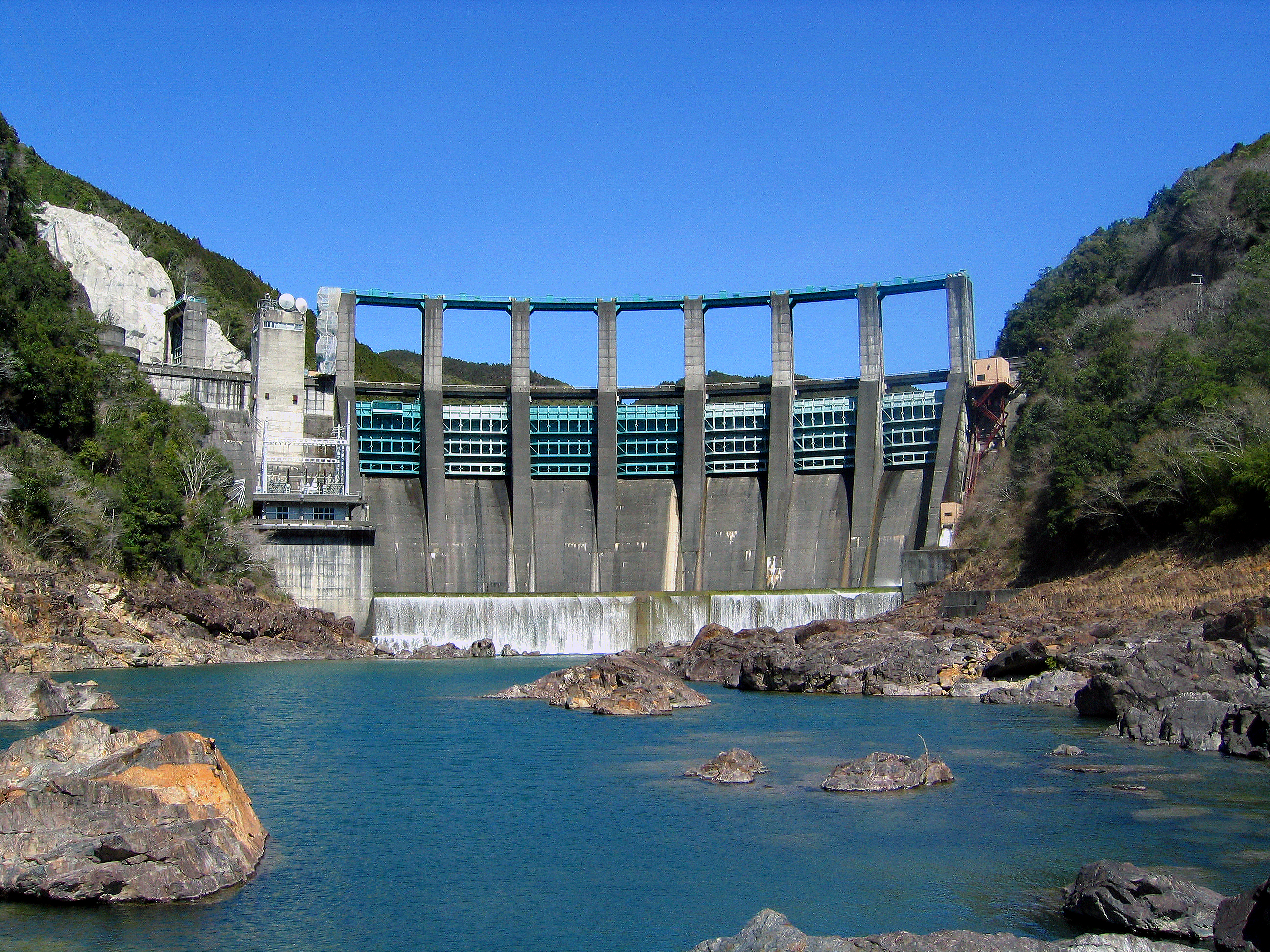
池原ダムとの間で揚水発電を行う七色ダム。

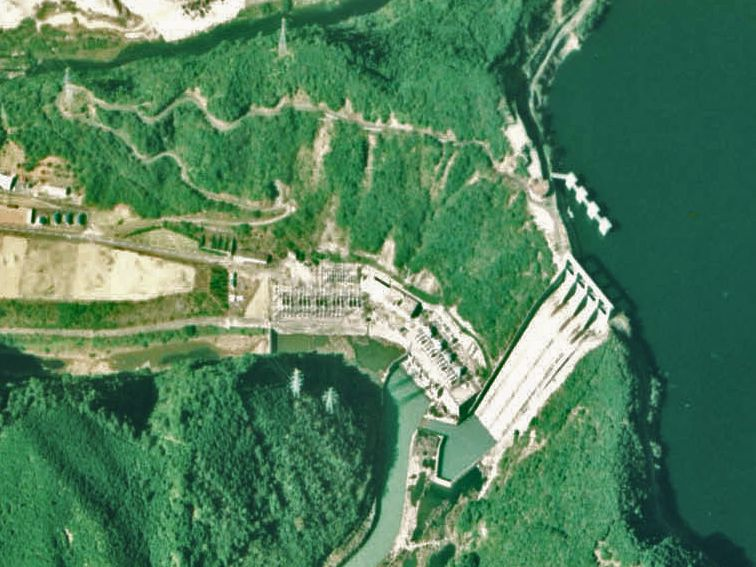
池原ダムの洪水吐と池原発電所

池原ダムは当初重力式コンクリートダムとして計画されていた。しかし設計の段階でアーチ式コンクリートダムに変更している。それは重力式とした場合、毎秒8,000トンと予想された北山川の計画高水流量に対応できるだけのダムの体積を算出した場合、奥只見ダムに匹敵する140万立方メートルとなり、コンクリートが決して安価ではなかった時代でもあって工事費が高騰することが判明した。一方アーチ式であれば体積を半分以下に抑制可能で、かつ毎秒8,000トンの洪水に耐えられる。さらにアーチダム建設の絶対条件であるダム両岸の基礎岩盤も堅固であったことから、経済性を追求してコンクリート量を極力減らすことが可能なドーム型アーチ式コンクリートダムに決定した。この時期は宮崎県の上椎葉ダム（耳川）や宮城県の鳴子ダム（江合川）など大規模アーチダムが建設され、アーチダム施工に対するノウハウが蓄積されていたことも、アーチダム採用の決定打となった。また、工事用プラントや重機はほとんどを田子倉ダムや風屋ダムなど既設ダムに使用したものを転用しており、工事費抑制に貢献した。
1962年（昭和37年）3月にダム本体工事が着工。途中、落盤により作業員4人が死亡する事故をはさみながら、1965年（昭和40年）3月に完成。同時に池原発電所は一部発電を開始し、最大14万4,000キロワットの発電を行った。その後下部調整池である七色ダムが7月に完成、これに伴い揚水発電能力を追加して翌1966年（昭和41年）10月に発電所が全面稼動を開始、完成した。計画発表から12年が経過していた。
目的は水力発電であり、下流の七色ダムとの間で揚水発電を行い最大で35万キロワットを発電する。池原発電所に設置された発電用水車と電動機は当時日本最大、発電所自体も田子倉発電所に次ぎ、佐久間発電所や奥只見発電所に匹敵する当時日本最大級の水力発電所であった。生み出された電力は大阪府にある関西電力南大阪変電所と三重県にある中部電力尾鷲三田火力発電所の東西に送電線を通じて送られる。こうして池原ダムの電気は中部地方と関西地方の夏季ピーク時における電力消費を補う役目を担っている。
なお、池原ダムは発電専用であるため洪水調節目的がない。だが池原ダムによって出現した貯水池は多雨地帯である北山川流域の治水に対して決して無関係ではなく、治水の責務はないものの洪水時にはある程度の洪水貯留を行って北山川・熊野川流域の治水に貢献している。池原ダム本体には放流設備・洪水吐きがなく、ダムと背を向けるようにして4門のゲートを持つ非常用洪水吐きを備え、その脇に池原発電所がある。そもそも熊野川水系には洪水調節を目的としたダムが存在せず、台風や豪雨時には大量の洪水が流下し流域に多大な被害を与える。池原ダムも多少は洪水を貯留するとはいえ、基本的には流入分の洪水を放流する。このため下流の新宮市や田辺市など流域自治体では流域最大の貯水池を有する池原ダムの洪水調節容量確保を求めている。

## 池原貯水池

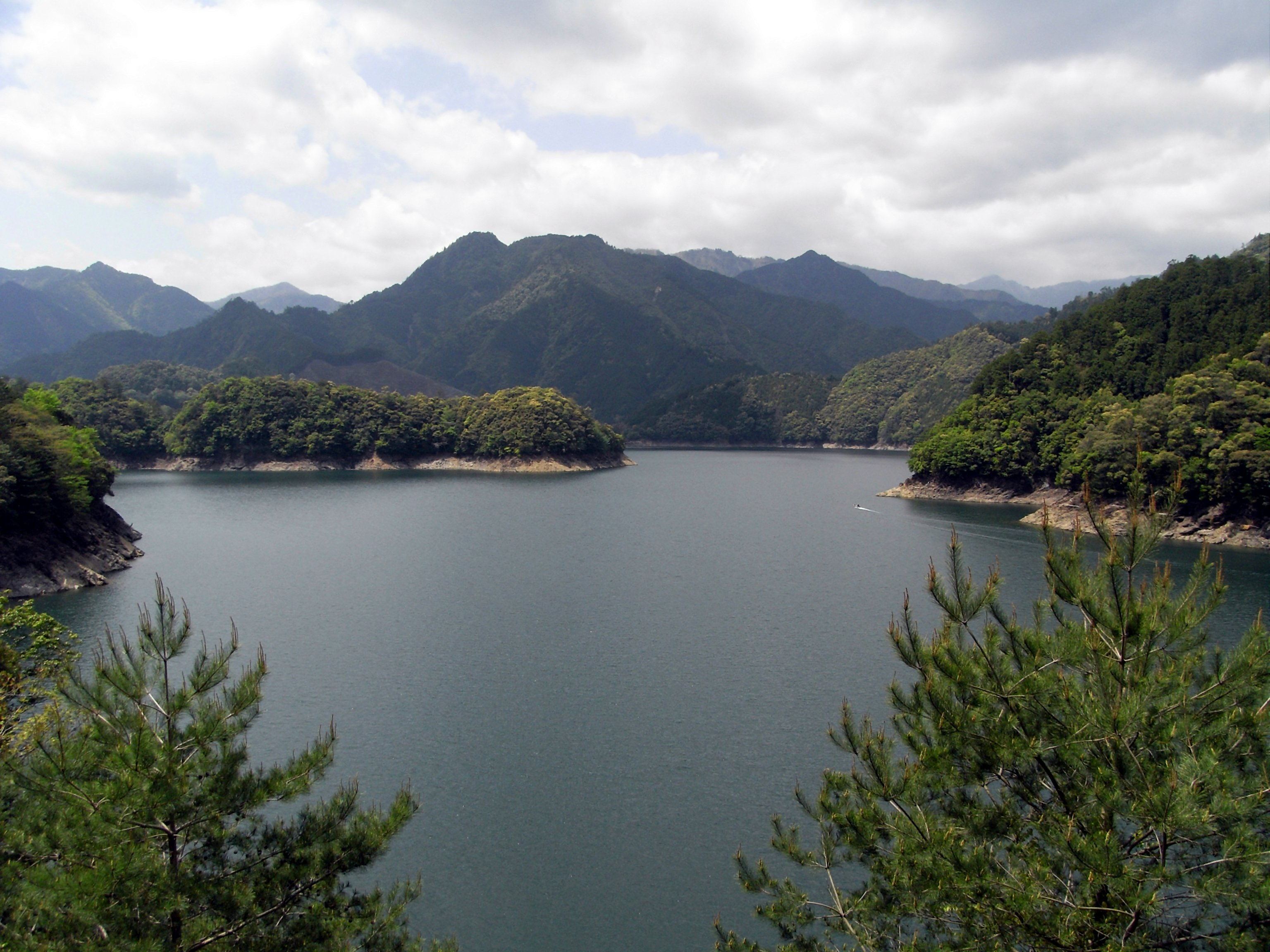
近畿地方最大の人造湖、池原貯水池。

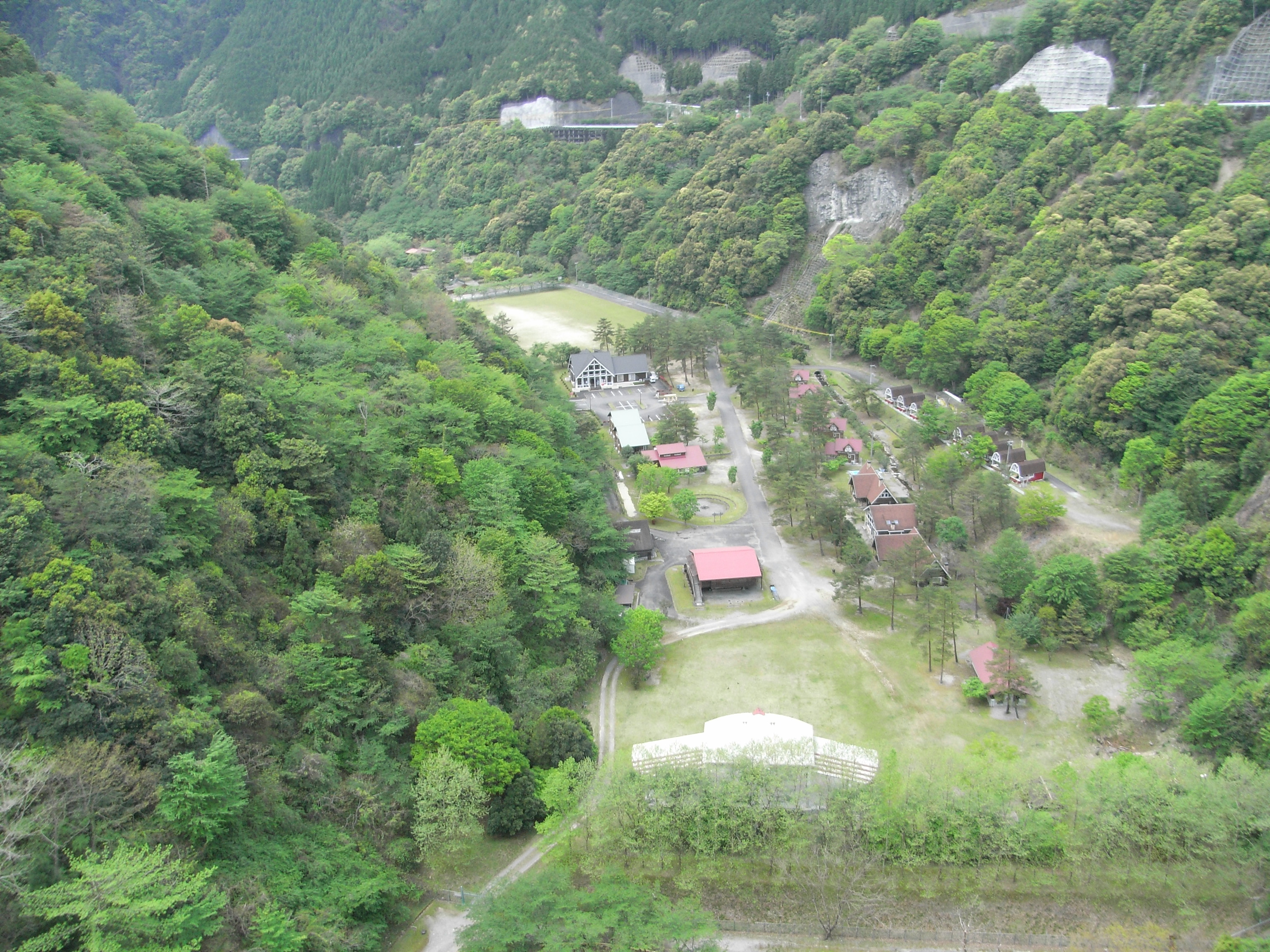
下北山スポーツ公園。ダム直下の北山川旧流路跡に造成された。

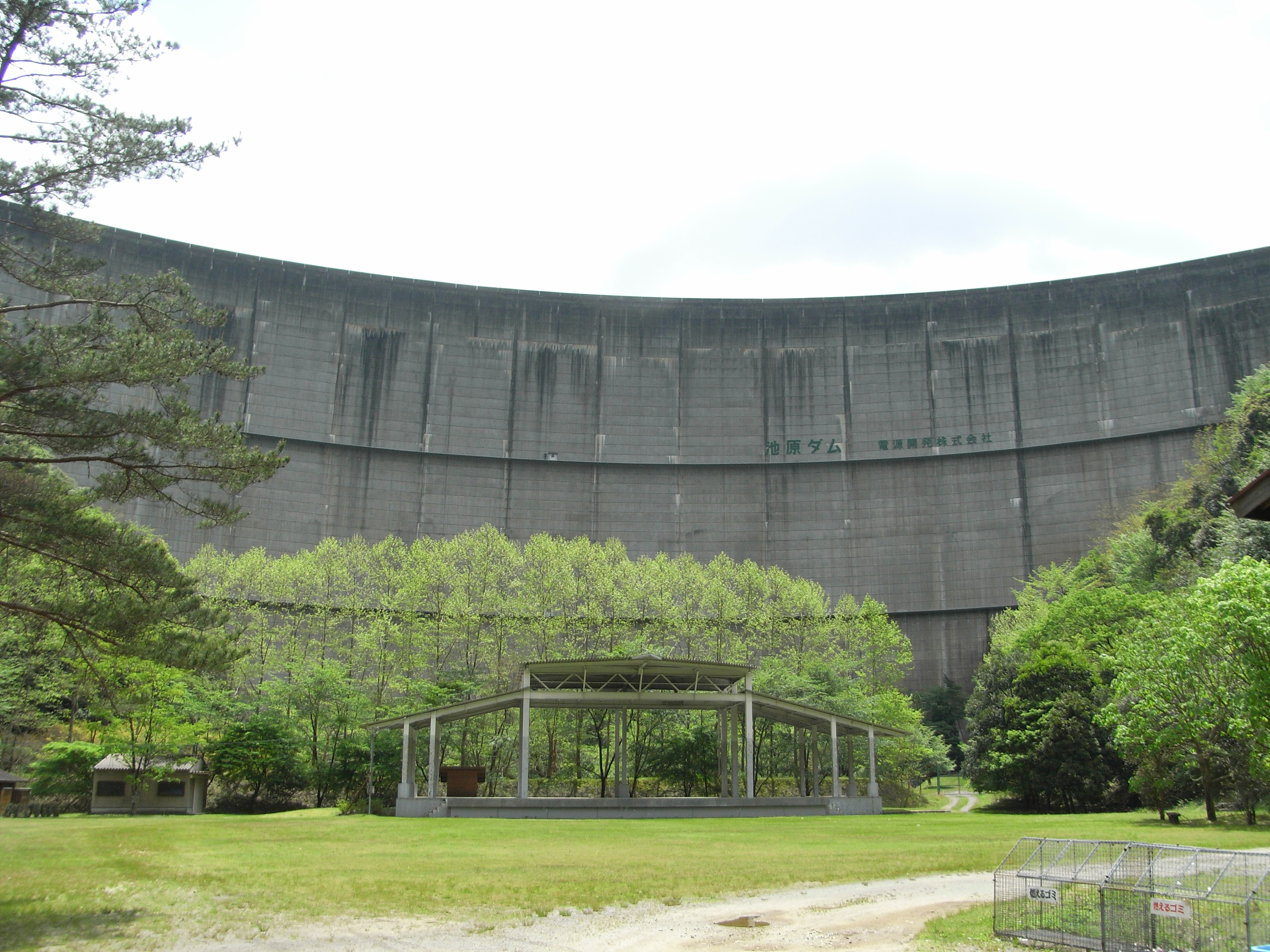
下北山スポーツ公園から望む池原ダム。

ダムによって誕生した池原貯水池は「池原湖」とも呼ばれる。近畿地方最大の人造湖であり、全国的に見てもその大きさは屈指の規模である。2005年（平成17年）には地元である上北山村と下北山村の推薦を受けて、財団法人ダム水源地環境整備センターが選定するダム湖百選に選ばれている。ダム直下流には下北山スポーツ公園・道の駅きなりの郷 下北山があり、キャンプ場やバーベキューなどが整備されているが、最大の特徴は公園からダムを真正面に、また真下から見ることができる。これは池原ダムがダム本体に洪水吐きを持たない非越流型のアーチダムであり、ダム直下には流水が存在しない。従ってダムの真下から放流を気にすることなくダムを見学することが出来る。真下から見た高さ110メートルの壁は圧巻である。
また池原貯水池はブラックバス釣りの名所としても知られている。池原ダムには日本でも珍しいフロリダバスが棲息することでも知られる。フロリダバスはオオクチバスの亜種（近年の見解では別種）である。池原貯水池はその地形的要因や人造湖自体の巨大さからバスが大型化する傾向にあるといわれ、ランカーサイズと呼ばれる全長50センチメートル以上の大物も多く棲息している。こうしたことから大物を目当てに全国からバス釣り愛好家が集まる。付近の七色ダムや坂本ダムもバス釣りの好ポイントであることから、北山川上流は日本有数のバス釣りスポットでもある。
ブラックバスについては河川・湖沼の生態系を著しく破壊するという意見から忌み嫌われる傾向にあるが、この地域はブラックバスを経済資源として肯定的に捉えている。地元下北山村による稚魚の定期放流が行われており、1988年（昭和63年）には1万匹のフロリダバス（真のフロリダバスだったかどうかは未確認）が放流されている。釣り大会のトーナメントも定期的に開催されており、こういった背景から、池原ダム湖は日本中のバス釣り愛好家のメッカともなっている。その一方でバスの持ち帰りによる弊害も報告されている。このため2005年（平成17年）の外来生物法施行後、池原ダム湖においても他のダム湖同様他地域から持ち込んだバスの放流や、池原貯水池に棲息するバスの持ち帰りを厳禁している。ただしキャッチ・アンド・リリースは規制の対象ではない。近年では貯水池の漁業権を保有する上北山漁業協同組合と下北山漁業協同組合が共同で、ニジマスの放流を開始してバス一辺倒の状況を修正しつつある。また池原ダム湖を含め北山川は吉野熊野国立公園の区域内であるため、釣り関連のゴミ放棄や自然の損壊は厳しく禁止されている。

## アクセス
池原ダムへ行くには幾つかのルートがある。大阪市方面からは近畿自動車道、西名阪自動車道あるいは名阪国道より国道169号または国道369号を南下し国道370号を吉野方面へ進み、再度国道169号に入って大台ヶ原へ進む。大滝ダム、大迫ダムなど紀の川に沿って南下し新伯母峰トンネルを越え北山川沿いを進めば、ダムに到着する。名古屋市方面からは東名阪自動車道、紀勢自動車道経由で国道42号に入り、熊野市小阪交差点を右折して国道309号を進み、直進すれば到着する。以上のコースは比較的道路が整備されているルートである。
このほか尾鷲市より国道425号を坂本ダム経由で進むルートや、新宮市から瀞峡経由で国道169号を北上するルートなどあるが、これらの道路では整備が十全でない地点が多く、離合困難な幅員の場所も多い。また大雨や台風では度々道路が寸断されるので、天候にも注意が必要である。
公共交通機関では近鉄吉野線の福神駅や大和上市駅からゆうゆうバスが出ている。このバスは、かつて国道169号線を縦断した奈良交通「北山峡特急バス」の名残である。
なお、下北山村中心部から和歌山県北山村を経由して熊野市方面に向かうルートであれば、各村の村営バスを乗り継ぐことにより日帰り旅行も可能である。熊野市駅からは一日数本の特急列車も出ており、片道およそ3時間ほどで名古屋駅に着く。